# Periegopidae
Periegopidae é uma família de aranhas araneomorfas, com 6 olhos, que engloba apenas o género Periegops, com duas espécies. São aranhas haploginas (isto é sem epígino), com distribuição natural restrita à Austrália e Nova Zelândia.

## Espécies
A família inclui um único género, com duas espécies:
- Periegops Simon, 1893[2]
  - Periegops australia Forster, 1995 (Queensland)
  - Periegops suteri (Urquhart, 1892) (Nova Zelândia)